# Madagascar Pro League 2024
La Madagascar Pro League 2024, anche nota come Orange Pro League 2024 per motivi di sponsorizzazione, è stata la 61ª edizione della massima serie del campionato di calcio malgascio, la quinta con la nuova denominazione. Il campionato è iniziato il 10 febbraio ed è terminato il 30 giugno 2024.
La squadra campione in carica era il Fosa Juniors. Il titolo è stato vinto dal CS-Disciples.

## Stagione

### Novità
Al termine della scorsa stagione sono state retrocesse in Ligue des Champions le ultime classificate di entrambi i gironi, Tia Kitra e Jet Kintana. Al loro posto sono state promosse Inate Rouge e KFCA.

### Formula
Le 16 squadre partecipanti sono suddivise da due gironi, ognuno da otto squadre, che giocano in sola andata per un totale di 7 giornate. Le prime quattro di ciascun girone ottengono la qualificazione alla fase finale, un torneo a eliminazione diretta composto da quarti di finale, semifinali e finale per determinare il titolo di campione del Madagascar. 
Le ultime classificate dei due gironi retrocedono in Ligue des Champions.

## Squadre partecipanti
| Club           | Città            | Stagione precedente     |
| -------------- | ---------------- | ----------------------- |
| 3FB Toliara    | Atsimo Andrefana | 6° in Pro League - Sud  |
| Ajesaia        | Antananarivo     | Semifinale              |
| ASA Diana      | Antsiranana      | 4° in Pro League - Nord |
| CFFA           | Antananarivo     | Quarti di finale        |
| COSFAP         | Antananarivo     | Semifinale              |
| CS - Disciples | Itasy            | Quarti di finale        |
| Dato FC        | Farafangana      | 7° in Pro League - Sud  |
| Elgeco Plus    | Antananarivo     | Quarti di finale        |
| Fanalamanga    | Ambatondrazaka   | Finale                  |
| Fosa Juniors   | Mahajanga        | Campione del Madagascar |
| Inate Rouge    | Antsirabe        | Ligue des Champions     |
| KFCA           | Antsiranana      | Ligue des Champions     |
| Mama FCA       | Antananarivo     | Quarti di finale        |
| Tsaramandroso  | Tsaramandroso    | 7° in Pro League - Nord |
| USCA Foot      | Antananarivo     | 6° in Pro League - Nord |
| Zanak'Ala      | Fianarantsoa     | 5° in Pro League - Sud  |

## Prima fase

### Conférence Nord
|  | Pos. | Squadra       | Pt | G | V | N | P | GF | GS | DR  |
|  | ---- | ------------- | -- | - | - | - | - | -- | -- | --- |
|  | 1.   | Fosa Juniors  | 18 | 7 | 6 | 0 | 1 | 22 | 9  | +13 |
|  | 2.   | ASA Diana     | 17 | 7 | 5 | 2 | 0 | 14 | 4  | +10 |
|  | 3.   | Fanalamanga   | 13 | 7 | 4 | 1 | 2 | 17 | 4  | +13 |
|  | 4.   | Tsaramandroso | 13 | 7 | 4 | 1 | 2 | 15 | 18 | -3  |
|  | 5.   | USCA Foot     | 10 | 7 | 3 | 1 | 3 | 8  | 7  | +1  |
|  | 6.   | COSFAP        | 4  | 7 | 1 | 1 | 5 | 7  | 16 | -9  |
|  | 7.   | KFCA          | 4  | 7 | 1 | 1 | 5 | 6  | 17 | -11 |
|  | 8.   | Ajesaia       | 1  | 7 | 0 | 1 | 6 | 10 | 24 | -14 |

Legenda:
      Ammessa alla Fase finale.
 Retrocessione diretta.

### Conférence Sud
|  | Pos. | Squadra        | Pt | G | V | N | P | GF | GS | DR |
|  | ---- | -------------- | -- | - | - | - | - | -- | -- | -- |
|  | 1.   | CS - Disciples | 15 | 7 | 5 | 0 | 2 | 12 | 5  | +7 |
|  | 2.   | Elgeco Plus    | 13 | 7 | 3 | 4 | 0 | 7  | 3  | +4 |
|  | 3.   | Zanak'Ala      | 10 | 7 | 3 | 1 | 3 | 4  | 6  | -2 |
|  | 4.   | 3FB Toliara    | 10 | 7 | 3 | 1 | 3 | 4  | 6  | -2 |
|  | 5.   | CFFA           | 9  | 7 | 2 | 3 | 2 | 5  | 5  | 0  |
|  | 6.   | Mama FCA       | 9  | 7 | 2 | 3 | 2 | 5  | 6  | -1 |
|  | 7.   | Dato FC        | 6  | 7 | 2 | 0 | 5 | 8  | 11 | -3 |
|  | 8.   | Inate Rouge    | 5  | 7 | 1 | 2 | 4 | 3  | 6  | -3 |

Legenda:
      Ammessa alla Fase finale.
 Retrocessione diretta.

## Fase finale

### Quarti di finale
Gare di andata disputate dal 19 al 22 maggio, gare di ritorno disputate il 25 e 26 maggio 2024.
| Squadra 1    | Totale | Squadra 2     | Andata | Ritorno |
| ------------ | ------ | ------------- | ------ | ------- |
| CS-Disciples | 5 - 2  | Tsaramandroso | 3 - 1  | 2 - 1   |
| Elgeco Plus  | 3 - 1  | Fosa Juniors  | 2 - 0  | 1 - 1   |
| Fanalamanga  | 2 - 6  | Zanak'Ala     | 1 - 3  | 1 - 3   |
| ASA Diana    | 4 - 6  | 3FB Toliara   | 2 - 3  | 2 - 3   |

### Semifinali
| Squadra 1    | Totale | Squadra 2   | Andata | Ritorno |
| ------------ | ------ | ----------- | ------ | ------- |
| 3FB Toliara  | 1 - 3  | Elgeco Plus | 0 - 1  | 1 - 2   |
| CS-Disciples | 5 - 3  | Zanak'Ala   | 2 - 3  | 3 - 0   |

### Finale
| Antananarivo 30 giugno 2024 | CS-Disciples | 1 – 0 (d.t.s.) referto | Elgeco Plus |  |